# Comtesse de Magallon
Pour les articles homonymes, voir Magallon.
Œuvres principales
Le Guide mondain (1910)
La Chanson des soirs (1914)
Les Héliotropes (1934)
La comtesse de Magallon, née Noémie de Saint-Ours le 27 novembre 1871 à Rennes et morte le 21 novembre 1950 à Paris, est une poétesse, écrivaine, romancière et journaliste française. Sa carrière littéraire s'étend de 1910 à 1947. Elle écrit des articles dans différents périodiques, utilisant parfois des pseudonymes. La comtesse de Magallon reçoit plusieurs prix littéraires, dont deux fois le prix Archon-Despérouses.

## Biographie
Arrière-petite-nièce paternelle d'Alfred de Vigny, Noémie de Saint-Ours est la fille du comte Henri de Saint-Ours (1841-1888) et de Léontine de Saint-Chamans (née en 1849). Elle est l'épouse du comte Guillaume de Magallon, né en 1858, un cousin du marquis Xavier de Magallon, écrivain et homme politique. La comtesse est aussi une cousine germaine du psychiatre Gaëtan Gatian de Clérambault, fils d’Édouard Gatian de Clérambault et de Valentine de Saint-Chamans, sœur de sa mère Léontine.
Le comte de Magallon meurt le 23 avril 1942 et elle le 21 novembre 1950 à Paris, quelques jours avant son 79e anniversaire.

## Récompenses
Madame de Magallon reçoit le prix Archon-Despérouses et le prix Jacques-Normand en 1914 pour La Chanson des soirs, une nouvelle fois le prix Archon-Despérouses pour Les Héliotropes en 1934, et le prix Heredia en 1939 pour La Guirlande de Marie,.

## Publications

### Ouvrages
- 1910 : Le Guide mondain, art moderne du savoir-vivre
- 1914 : La Chanson des soirs – prix Archon-Despérouses et prix Jacques-Normand
- 1924 : Idylle valaisienne
- 1934 : Les Héliotropes – prix Archon-Despérouses
- 1934 : Le Sapin sous l'orage
- 1939 : Les Heures vénitiennes
- 1939 : La Guirlande de Marie – prix Heredia
- 1947 : Histoire sainte pour les enfants sages

### Ouvrages collectifs
- 1926 : Larousse ménager : dictionnaire illustré de la vie domestique (dir. Ernest Chacrin)

### Articles notables
- « Le féminisme — Victoire Daubié », Nouvelle revue, no 113,‎ 1er juillet 1898, p. 677 (lire en ligne).
- « La Femme dans l’œuvre d'Alphonse Daudet », La Revue des revues,‎ 1er juillet 1899, p. 52-59 (lire en ligne).